# La Nuit (Maupassant)
La Nuit est une nouvelle fantastique de Guy de Maupassant, parue en 1887.Le narrateur à la fin du récit coule petit à petit dans la Seine et ne peut remonter. Il meurt fou et sans comprendre pourquoi. 
La Nuit est tout d'abord parue dans Gil Blas le 14 juin 1887, puis dans la seconde édition augmentée du recueil Clair de lune de 1888. Elle a été reprise dans La Vie populaire le 1er mars 1891.

## Résumé
C'est une soirée comme les autres qui s'annonce pour un noctambule parisien. Quelques signes toutefois semblent annoncer un évènement particulier.
Puis, peu à peu, le narrateur bascule dans le cauchemar, l'hallucination insoutenable : plus rien ne bouge, il est seul dans la ville sur laquelle une chape plombée semble s'être abattue. Il sombre peu à peu dans la folie et finit par nous annoncer, une fois sur les bords de la Seine, qu'il n'aura pas le courage ou la force de remonter et qu'il mourra ici… 
Amoureux de la nuit, fuyant le jour, le narrateur sent chaque soir, quand tombe l‘obscurité, son corps et son esprit se transformer. Il déambule dans les rues de Paris et s’éveille au monde nocturne. Mais depuis sa dernière sortie – quand était-ce? il ne sait plus – le jour n’a pas reparu. Il était descendu dans la rue comme à l’accoutumée, par une belle nuit d’été tout illuminée des lumières de la ville. Après avoir flâné sur les Boulevards, il entre un moment dans un théâtre, puis il gagne l’Arc de triomphe d’où il contemple, rêveur, les Champs Elysées. 
Il s’attarde ensuite dans le Bois de Boulogne, où une sensation intense et inconnue l’envahit. Lorsqu’il sort du bois, la ville s’est endormie, est devenue silencieuse et presque déserte. Il suit quelque temps un convoi de maraîchers cheminant lentement en direction des Halles, puis bifurque, pour atteindre la Bastille où il constate que l’obscurité s’est singulièrement épaissie.
En retournant vers le centre, il ne croise que quelques êtres isolés. L’éclairage public s’est éteint. Dans la pénombre, il cherche le chemin des Halles. Un fiacre passe devant lui sans s’arrêter. Il finit par s’égarer seul dans le noir : Il lance des appels qui restent sans réponse. Affolé, il sonne aux portes cochères mais en vain. Parvenant finalement aux Halles, il s’aperçoit que les voitures des maraîchers sont abandonnées et vides. Sa montre, qu’il consulte désespérément, s’est arrêtée. Eperdu, il parvient aux berges de la Seine, pour constater qu’elle n’est plus qu’un mince filet d’eau glacée. Il sent alors la vie se retirer de lui-même.
Le narrateur du conte introduit un récit rétrospectif visant à expliquer sa situation présente. Ce retour en arrière présente tous les aspects d’un récit de cauchemar, comme le suggère le sous-titre du conte, puisque les événements rapportés se terminent par la suppression du monde et du sujet qui en a conscience. Cauchemar d’autant plus effroyable que le sujet ne s’en réveille pas : au moment où le narrateur raconte son aventure nocturne, le cauchemar n’a pas cessé, le jour n’ayant toujours pas reparu. Le texte est présenté comme s’il s’agissait du récit d’une mort imminente.